# Glaphyrus serratulae
Glaphyrus serratulae är en skalbaggsart som beskrevs av Fabricius 1792. Glaphyrus serratulae ingår i släktet Glaphyrus och familjen Glaphyridae.

## Underarter
Arten delas in i följande underarter:
- G. s. villosipennis
- G. s. maroccanus